# Янкова-Жаганська
Янкова-Жаганська (пол. Jankowa Żagańska, нім. Hansdorf) — село в Польщі, у гміні Ілова Жаганського повіту Любуського воєводства.
Населення — 461 особа (2011).
У 1975-1998 роках село належало до Зеленогурського воєводства.

## Демографія
Демографічна структура станом на 31 березня 2011 року:
|          | Загалом | Допрацездатний вік | Працездатний вік | Постпрацездатний вік |
| -------- | ------- | ------------------ | ---------------- | -------------------- |
| Чоловіки | 225     | 27                 | 174              | 24                   |
| Жінки    | 236     | 42                 | 128              | 66                   |
| Разом    | 461     | 69                 | 302              | 90                   |